# The Gathering of the Juggalos
The Gathering of the Juggalos (The Gathering oder GOTJ) ist ein jährlich stattfindendes Festival, organisiert von Psychopathic Records. Es fand seit 2000 bisher in Cave-In-Rock, Illinois; Thornville, Ohio und seit 2017 in Oklahoma City, Oklahoma statt.

## Bands
Über die Jahre traten mehrere hundert Bands auf, unter anderem Project Born, Kottonmouth Kings, Bone Thugs-n-Harmony, Vanilla Ice, Zug Izland, Esham, Natas, Tech N9ne, Wolfpac, 2 Live Crew, Rehab, Necro, Haystak, King Gordy, Brotha Lynch Hung, Prozak, Three 6 Mafia, Afroman, Big B, George Clinton and Parliament, Mack 10, Delusional, Coolio, Bubba Sparxxx, Dope, Lil Wyte, Killah Priest, Bushwick Bill, Ol’ Dirty Bastard, Kurupt, Powerman 5000, Digital Underground, Drowning Pool, Too $hort, Ying Yang Twins, Mushroomhead, Andrew W.K., Ice Cube, Gwar, Naughty by Nature, Spice 1, Ralphie May, Method Man & Redman, Warren G, Tila Tequila, Tone Lōc, Rob Base, Busta Rhymes, Hopsin, Mystikal, Juvenile, Lil Jon, Saliva, Xzibit, Soulfly, Fear Factory, Static-X, P.O.D., Cheech & Chong, The Pharcyde, The Fat Boys, Millionaires, Kool Keith, Onyx, Danny Brown, Slaine, Master P, Raekwon, Swollen Members, DMIZE und Geto Boys.